# Héctor de Saavedra
Héctor de Saavedra y Rovira (Santiago de Cuba, 1862-post. 1922) fue un escritor y periodista cubano-español, quien usó los pseudónimos de "Fleur de Chic", "María Victoria" y "Héctor" en El Fígaro y La Habana Elegante, "A. Yax" en La República Cubana, "Fieramosca" en La Discusión y "Segismundo Krasinki" en el Diario de la Marina.

## Biografía
De antepasados gallegos, fue hijo de Juan de Saavedra y Sánchez, natural de La Habana, y Numa Rovira y Valeriano. Casó con María Luisa Sarachaga y Molina, que falleció solo algunos años después, y volvió a matrimoniar. Fue redactor de El Fígaro (1892-1918), de La Habana Elegante (1894), de La Discusión (1903-1904), de Bohemia. Revista Semanal Ilustrada (1910-200?) y del Diario de la Marina (1913-1922) también de La Habana, y se hizo famoso como cronista de sociedad; sus ofensas de palabra y de hecho le valieron más de un duelo a pistola, por ejemplo contra el señor Francisco Romero, a quien alcanzó en el pecho, siendo él herido en la cabeza. Formó parte de la tertulia habanera de El Fígaro, donde conoció al famoso poeta Julián del Casal y colaboró en la revista pedagógica La Escuela Cubana (1912) y en Cuba y América (1889-1917). Viajó a España al menos entre 1893 y 1895 y en Madrid, el siete de mayo de 1895, presidió el duelo del caballero Athos de San Malatto contra Felix Lyon a causa de una injuria que este creyó haber recibido por escrito del primero, levantando acta del mismo. Luego viajó a París, donde colaboró en La República Cubana (1896)